# Powell's Books
Powell's Books is een Amerikaanse keten van boekhandels met vestigingen in staat Oregon.
Powell's City of Books, de hoofdvestiging in Portland, beweert met een oppervlakte van 6300 vierkante meter de grootste onafhankelijke boekhandel die in gebruikte en nieuwe boeken handelt te zijn. De boekhandel heeft ongeveer vier miljoen titels die zowel in de winkel als online worden verkocht. De internetwinkel van Powell's bestaat sinds 1994 en was dus eerder dan Amazon.com en de website van Barnes & Noble.

## Geschiedenis
De boekhandel werd in Portland in 1971 opgericht door Walter Powell. Zijn zoon Michael Powell was een jaar eerder als student aan de Universiteit van Chicago een boekhandel voor studenten in Chicago begonnen. Nadat Walter Powell een zomer had doorgebracht in Chicago besloot hij eenmaal terug zijn eigen zaak voor oude boeken te starten. In 1979 nam Michael Powell de leiding over van zijn vader. Sindsdien is de winkel het hele jaar open en worden er ook nieuwe boeken verkocht.
In de toekomst zal de hoofdvestiging worden uitgebreid, zo worden er 2 verdiepingen aan de zuidoostelijke kant toegevoegd waardoor er bijna duizend vierkante meter aan winkelruimte bij komt. Hier zal de technische afdeling van de winkel worden gehuisvest, dat nu in een apart gebouw zit.

## Locaties
- Portland
  - Powell's City of Books - de hoofdvestiging (aan de rand van het centrum)
  - Een technische boekhandel - enkele blokken ten oosten van de hoofdvestiging
  - Een vestiging in de een buitenwijk genaamd Hawthorne
  - Een tuin- en keuken-vestiging vlak bij de vestiging in Hawthorne
  - Drie kleine vestigingen op de luchthaven Portland
- Beaverton
- Een vestiging met een grote kinderafdeling